# Viện hàn lâm châu Âu
Viện hàn lâm châu Âu (tiếng Latinh: Academia Europaea) là Viện hàn lâm được thành lập năm 1988, nhằm mục đích thúc đẩy học thuật, giáo dục và nghiên cứu. Viện xuất bản tạp chí European Review 3 tháng một lần, thông qua "Cambridge Journals".
Ngoài ra, cho tới năm 2009 Viện còn xuất bản một bản tin thường kỳ tên là "The Tree", sau đó được thay thế bằng bản tin điện tử .

## Lịch sử
Khái niệm thành lập một Viện hàn lâm Khoa học châu Âu đã nẩy sinh trong cuộc họp các bộ trưởng bộ khoa học châu Âu ở Paris năm 1985. Sau đó Hội Hoàng gia Luân Đôn tổ chức một cuộc họp ở Luân Đôn trong tháng 6 năm 1986 gồm Arnold Burgen (vương quốc Anh), Hubert Curien (Pháp), Umberto Columbo (Ý), David Magnusson (Thụy Điển), Eugen Seibold (Đức) và Eugen Seibold, Ruud van Lieshout (Hà Lan), họ đồng ý cần phải lập một Viện hàn lâm châu Âu.
Viện hàn lâm châu Âu được chính thức thành lập như "Viện hàn lâm Khoa học tự nhiên và Khoa học nhân văn" trong cuộc họp ở Cambridge trong tháng 9 năm 1988. Chủ tịch đầu tiên của Viện là Arnold Burgen. Bộ trưởng bộ Khoa học Pháp Hubert Curien - sau này trở thành chủ tịch thứ hai của Viện - đã đọc diễn văn khai mạc tại cuộc họp toàn thể lần đầu đã diễn ra ở London trong tháng 6 năm 1989, với 627 viện sĩ hiện diện.

## Các viện sĩ
Hiện nay Viện hàn lâm châu Âu có trên 2.000 viện sĩ từ 35 nước châu Âu và 8 nước ngoài châu Âu, trong đó có hơn 40 người đã đoạt giải Nobel. Trong số các viện sĩ có những chuyên gia hàng đầu thuộc các lãnh vực Vật lý học, Sinh học, Y học, Toán học, Công nghệ, Kinh tế học, Luật học, Khoa học nhân văn, Văn học, Khoa học xã hội và Khoa học nhận thức.

## Các phân ban của Viện
- Lịch sử & Khảo cổ học
- Nghiên cứu văn hóa phương Đông và cổ Hy Lạp, La Mã
- Ngôn ngữ học
- Văn học & Kịch nghệ
- Âm nhạc, Lịch sử nghệ thuật & Kiến trúc
- Triết học, Thần học & Nghiên cứu tôn giáo
- Nhân loại học, Giáo dục & Tâm lý học
- Khoa học xã hội
- Kinh tế học
- Toán học
- Khoa học máy tính
- Vật lý học & Kỹ thuật
- Hóa học
- Khoa học Trái Đất & Vũ trụ học
- Hóa sinh học & Sinh học phân tử
- Sinh học tế bào
- Sinh lý học& Y học
- Sinh vật & Sinh học tiến hóa

## Các chủ tịch Viện
- Arnold Burgen (1988–1994)
- Hubert Curien (1994–1997)
- Stig Strömholm (1997–2002)
- Jürgen Mittelstraß (2002–2008)
- Lars Walløe (2008 -)

## Các viện sĩ từng đoạt giải Nobel
- Rudolf Mössbauer, Nobel 1961
- James Watson, Nobel 1962
- Andrew Huxley, Nobel 1963
- François Jacob, Nobel 1965
- Manfred Eigen, Nobel 1967
- Antony Hewish, Nobel 1974
- Christian de Duve, Nobel 1974
- John Cornforth, Nobel 1975
- Werner Arber, Nobel 1978
- Kai Siegbahn, Nobel 1981
- Aaron Klug, Nobel 1982
- Bengt Samuelsson, Nobel 1982
- Simon van der Meer, Nobel 1984
- Carlo Rubbia, Nobel 1984
- Klaus von Klitzing, Nobel 1985
- Heinrich Rohrer, Nobel 1986
- Jean-Marie Lehn, Nobel 1987
- Jack Steinberger, Nobel 1988
- Robert Huber, Nobel 1988
- Hartmut Michel, Nobel 1988
- James Black, Nobel 1988
- Jean Dausset, Nobel 1990
- Erwin Neher, Nobel 1991
- Bert Sakmann, Nobel 1991
- Richard Ernst, Nobel 1991
- Paul Crutzen, Nobel 1995
- François Crouzet, Nobel 1996
- Christiane Nüsslein-Volhard, Nobel 1996
- James Mirrlees, Nobel 1997
- Rolf Zinkernagel, Nobel 1997
- Harold Kroto, Nobel 1997
- John Walker, Nobel 1997
- Claude Cohen-Tannoudji, Nobel 1998
- Jens Christian Skou, Nobel 1998
- Günter Blobel, Nobel 1999
- Arvid Carlsson, Nobel 2000
- Tim Hunt, Nobel 2001
- Paul Nurse, Nobel 2001
- John Sulston, Nobel 2002
- Kurt Wüthrich, Nobel 2002
- Sydney Brenner, Nobel 2002
- Vitaly Ginzburg, Nobel 2003

## Các giải thưởng của viện
Sau đây là các giải thưởng của Viện hàn lâm châu Âu.
- Huy chương Erasmus (trao hàng năm)
- Huy chương vàng của Viện hàn lâm châu Âu (ad hoc)
- Chức viện sĩ danh dự của Viện hàn lâm châu Âu
- Các giải thưởng Nga (trao hàng năm)
- Học bổng Burgen (trao hàng năm)